# Edmund Banasikowski

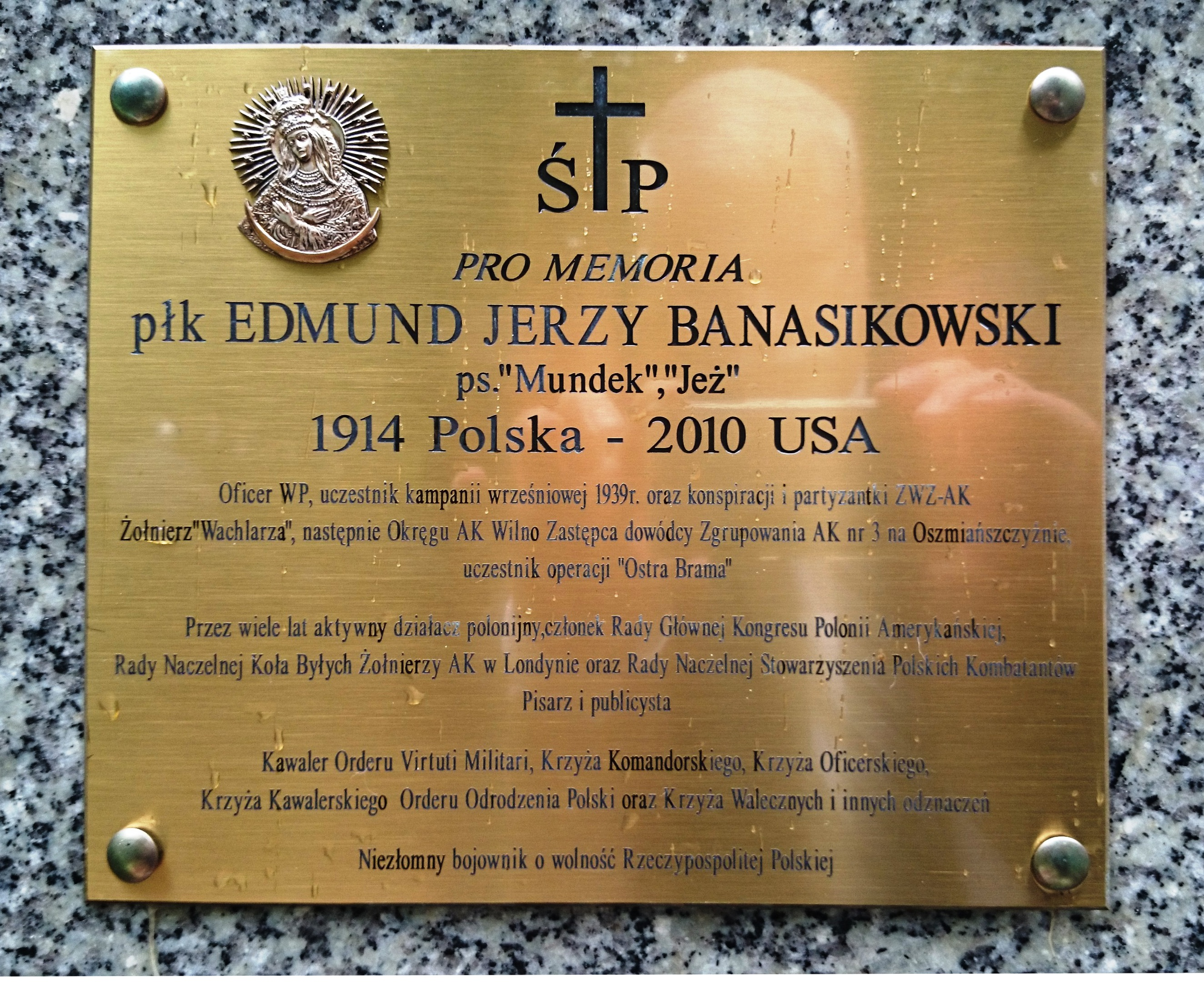
Tablica poświęcona płk. Edmundowi Banasikowskiemu w Panteonie Żołnierzy Polski Walczącej na Wojskowym Cmentarzu na Powązkach w Warszawie

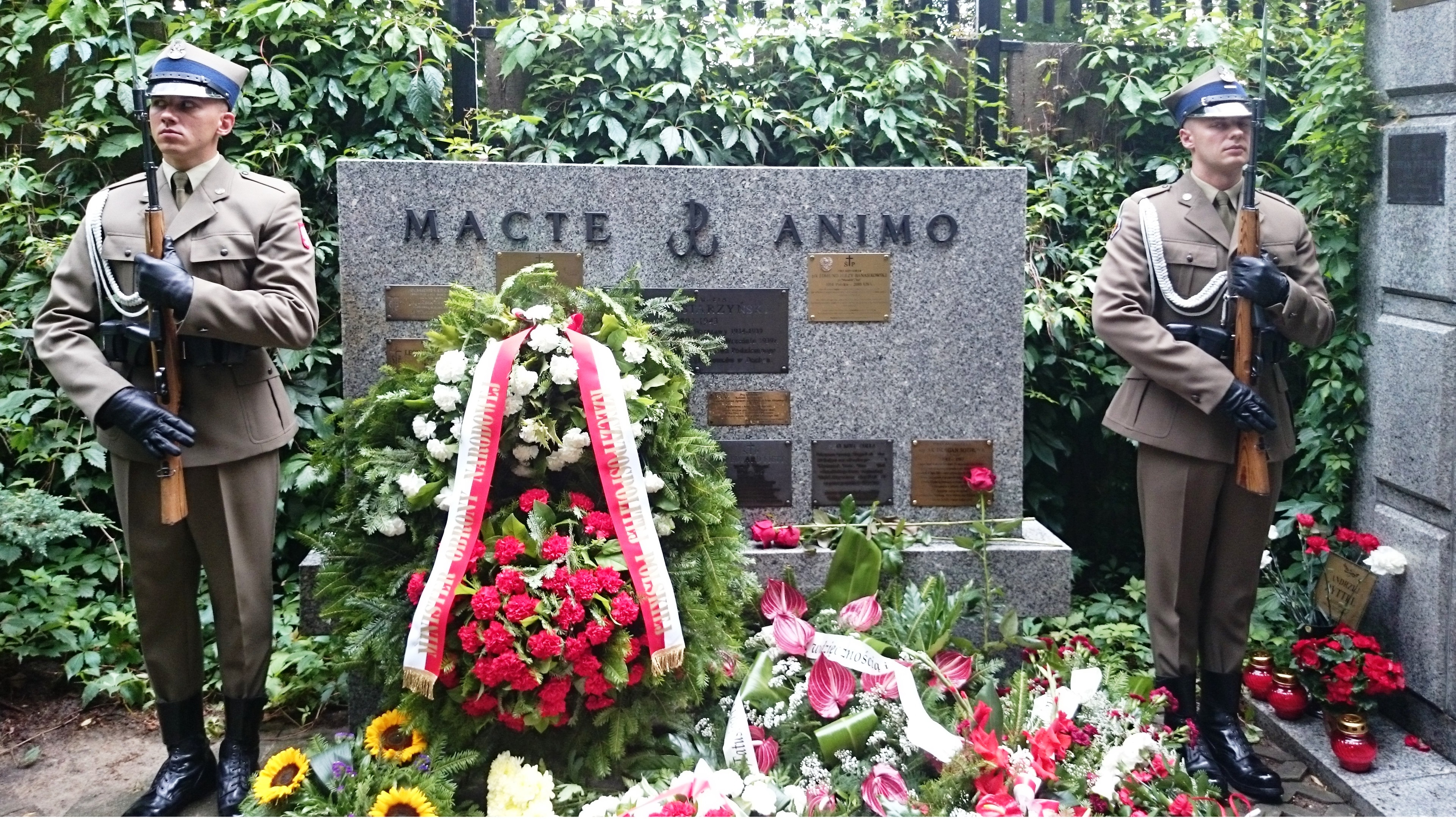
Odsłonięcie tablicy poświęconej płk. Edmundowi Banasikowskiemu 25 lipca 2014 roku w Panteonie Żołnierzy Polski Walczącej na Wojskowym Cmentarzu na Powązkach w Warszawie

Edmund Jerzy Banasikowski, ps. Mundek, Jeż (ur. 3 kwietnia 1914 w Siedlcach, zm. 3 kwietnia 2010 w DeWitt w stanie Michigan w USA) – pułkownik Wojska Polskiego, żołnierz Armii Krajowej, działacz społeczny i polonijny.

## Życiorys
Absolwent Szkoły Podchorążych Piechoty w Komorowie-Ostrowi Mazowieckiej. Prezydent RP Ignacy Mościcki mianował go podporucznikiem ze starszeństwem z 15 października 1935 i 427. lokatą w korpusie oficerów piechoty. Na porucznika został awansowany ze starszeństwem z 19 marca 1939 i 404. lokatą w korpusie oficerów piechoty. W tym samym miesiącu pełnił służbę w 23 pułku piechoty we Włodzimierzu na stanowisku dowódcy plutonu 7. kompanii.
W momencie wybuchu II wojny światowej zajmował stanowisko dowódcy pododcinka Batalionu Fortecznego „Mikołów”. Po zakończeniu kampanii wrześniowej brał udział w konspiracji na terenie Siedlec oraz Warszawy (w latach 1939–1941).
W styczniu 1942 roku mianowany dowódcą grupy dywersyjnej Wachlarz, działającej w okolicach Witebska i Newela. Po reorganizacji struktur dywersji na Wschodzie wszedł w skład Inspektoratu F okręgu wileńskiego Armii Krajowej, gdzie został zastępcą majora Czesława Dębickiego (pseud. Jarema).
Latem 1944 roku brał udział w operacji Ostra Brama. Następnie – wraz z Antonim Snarskim – redagował biuletyn „Na Zew Ziemi Ojczystej”.
Wiosną 1945 roku aresztowany przez NKWD. Zdołał zbiec z więzienia i przedostać się do Warszawy. Wobec narastającego terroru radzieckiego i represji wobec byłych żołnierzy AK, podjął decyzję o wyjeździe z kraju. Wiosną 1946 roku przedostał się do Szwecji, a w 1951 roku wyjechał do Stanów Zjednoczonych, gdzie zamieszkał na stałe w Milwaukee.
Na emigracji pełnił funkcję przewodniczącego Kongresu Polonii Amerykańskiej w stanie Wisconsin (1960–1977). Korespondent Radia Wolna Europa, laureat nagrody literackiej Związku Pisarzy Polskich na Obczyźnie (1989). Pełnił również przez długi okres funkcję prezesa Stowarzyszenia Polskich Kombatantów w Milwaukee. 10 czerwca 1989 został powołany do Oddziału Rady Narodowej RP na terenie Stanów Zjednoczonych.
Szlak wojenny zakończył w randze kapitana; po upadku komunizmu w Polsce awansowany do stopnia majora (1990) i następnie do stopnia pułkownika.
Autor książki Na zew Ziemi Wileńskiej (1990).
Żonaty z Zofią (de domo Brzozowską), dwoje dzieci (Barbara, Ryszard).

## Ordery i odznaczenia
- Krzyż Srebrny Orderu Wojennego Virtuti Militari
- Krzyż Komandorski Orderu Odrodzenia Polski (1993, przez prezydenta Lecha Wałęsę)
- Krzyż Oficerski Orderu Odrodzenia Polski (1989)[9]
- Krzyż Kawalerski Orderu Odrodzenia Polski (3 maja 1975)[10].
- Krzyż Walecznych
- Złoty Krzyż Zasługi z Mieczami